# Bazancourt, Marne

Bazancourt este o comună în departamentul Marne, Franța. În 2009 avea o populație de 1,964 de locuitori.